# 李金枝
李金枝（1963年—），河南洛阳人，汉族，中华人民共和国政治人物、第十二届全国人民代表大会河南地区代表。
毕业于洛阳戏曲艺术学校表演专业。加入中国民主促进会。担任河南省豫剧一团副团长，国家一级演员。2008年起担任全国人大代表。2013年，担任全国人大代表。